# László Gyetvai
László Gyetvai (Zvolen, 11 dicembre 1918 – Budapest, 28 agosto 2013) è stato un calciatore ungherese, di ruolo attaccante.

## Biografia
Laszlo Gyetvai nacque a Zvolen, in una famiglia di otto figli, suo padre era un ferroviere.

## Carriera

### Giocatore

#### Club
Nel 1933, iniziò la sua carriera di giocatore di calcio al Ferencvaros, venendo selezionato primo fra più di 200 ragazzi. Debuttò in prima squadra con il Ferencvaros nel 1937. In carriera totalizzò 230 presenze (161 di campionato, nove coppe nazionali, 13 partite ufficiali internazionali, 35 amichevoli internazionali. Ha segnato 87 gol (66 in partite di campionato, 21 in altre competizioni).

#### Nazionale
Ha debuttato in Nazionale il 7 dicembre 1938, nell'amichevole internazionale Scozia-Ungheria. Tra il 1938 e il 1942 ha giocato 17 volte in nazionale e ha segnato 3 gol.

### Allenatore
Dal 1956 al 1959 è stato allenatore dell'Egyetértés.

## Palmarès
- Campionato di calcio ungherese: 3

Ferencvaros: 1937-1938, 1939-1940, 1940-1941
- Magyar Kupa: 3

Ferencvaros: 1942, 1943, 1944
- Coppa Internazionale: 1

Ferencvaros: 1937

## Statistiche

### Cronologia presenze e reti in Nazionale
| Cronologia completa delle presenze e delle reti in nazionale ― Ungheria | Cronologia completa delle presenze e delle reti in nazionale ― Ungheria | Cronologia completa delle presenze e delle reti in nazionale ― Ungheria | Cronologia completa delle presenze e delle reti in nazionale ― Ungheria | Cronologia completa delle presenze e delle reti in nazionale ― Ungheria | Cronologia completa delle presenze e delle reti in nazionale ― Ungheria | Cronologia completa delle presenze e delle reti in nazionale ― Ungheria | Cronologia completa delle presenze e delle reti in nazionale ― Ungheria |
| Data                                                                    | Città                                                                   | In casa                                                                 | Risultato                                                               | Ospiti                                                                  | Competizione                                                            | Reti                                                                    | Note                                                                    |
| ----------------------------------------------------------------------- | ----------------------------------------------------------------------- | ----------------------------------------------------------------------- | ----------------------------------------------------------------------- | ----------------------------------------------------------------------- | ----------------------------------------------------------------------- | ----------------------------------------------------------------------- | ----------------------------------------------------------------------- |
| 07/12/1938                                                              | Glasgow                                                                 | Scozia                                                                  | 3 – 1                                                                   | Ungheria                                                                | Amichevole                                                              | -                                                                       |                                                                         |
| 26/02/1939                                                              | Rotterdam                                                               | Paesi Bassi                                                             | 3 – 2                                                                   | Ungheria                                                                | Amichevole                                                              | 1                                                                       | 78’                                                                     |
| 16/03/1939                                                              | Parigi                                                                  | Francia                                                                 | 2 – 2                                                                   | Ungheria                                                                | Amichevole                                                              | -                                                                       |                                                                         |
| 19/03/1939                                                              | Cork                                                                    | Irlanda                                                                 | 2 – 2                                                                   | Ungheria                                                                | Amichevole                                                              | -                                                                       |                                                                         |
| 02/04/1939                                                              | Zurigo                                                                  | Svizzera                                                                | 3 – 1                                                                   | Ungheria                                                                | Amichevole                                                              | -                                                                       |                                                                         |
| 08/06/1939                                                              | Budapest                                                                | Ungheria                                                                | 1 – 3                                                                   | Italia                                                                  | Amichevole                                                              | -                                                                       |                                                                         |
| 27/08/1939                                                              | Varsavia                                                                | Polonia                                                                 | 4 – 2                                                                   | Ungheria                                                                | Amichevole                                                              | -                                                                       |                                                                         |
| 24/09/1939                                                              | Budapest                                                                | Ungheria                                                                | 5 – 1                                                                   | Germania                                                                | Amichevole                                                              | -                                                                       |                                                                         |
| 02/03/1940                                                              | Budapest                                                                | Ungheria                                                                | 1 – 0                                                                   | Croazia                                                                 | Amichevole                                                              | -                                                                       |                                                                         |
| 19/03/1940                                                              | Budapest                                                                | Ungheria                                                                | 2 – 0                                                                   | Romania                                                                 | Amichevole                                                              | 1                                                                       | 75’                                                                     |
| 29/09/1940                                                              | Budapest                                                                | Ungheria                                                                | 0 – 0                                                                   | Jugoslavia                                                              | Amichevole                                                              | -                                                                       |                                                                         |
| 06/10/1940                                                              | Budapest                                                                | Ungheria                                                                | 2 – 2                                                                   | Germania                                                                | Amichevole                                                              | -                                                                       |                                                                         |
| 01/12/1940                                                              | Genova                                                                  | Italia                                                                  | 1 – 1                                                                   | Ungheria                                                                | Amichevole                                                              | -                                                                       |                                                                         |
| 08/12/1940                                                              | Zagabria                                                                | Croazia                                                                 | 1 – 1                                                                   | Ungheria                                                                | Amichevole                                                              | -                                                                       |                                                                         |
| 23/03/1941                                                              | Belgrado                                                                | Jugoslavia                                                              | 1 – 1                                                                   | Ungheria                                                                | Amichevole                                                              | 1                                                                       | 8’                                                                      |
| 06/04/1941                                                              | Colonia                                                                 | Germania                                                                | 7 – 0                                                                   | Ungheria                                                                | Amichevole                                                              | -                                                                       |                                                                         |
| 03/05/1942                                                              | Budapest                                                                | Ungheria                                                                | 3 – 5                                                                   | Germania                                                                | Amichevole                                                              | -                                                                       |                                                                         |
| Totale                                                                  |                                                                         | Presenze                                                                | 17                                                                      |                                                                         | Reti                                                                    | 3                                                                       |                                                                         |